# 時刻印ロック
時刻印ロック（じこくいんろっく）とは、楽観的ロックの概念を用いたロック (情報工学)の手段の一種である。更新開始時点の対象データに記録されている最終更新時刻を記憶しておき、更新処理を行う際に再度対象データの最終更新時刻と比較する。もし異なっていたら、他によって内容が更新されてしまったと判断し、更新をあきらめ、同一であれば、対象データ更新とともに処理をした現在の更新時刻を記録する。

## 関連情報
- 楽観的並行性制御